# De IJzersterkste
De IJzersterkste is een sportprogramma van AVROTROS dat werd uitgezonden tijdens het schaatsseizoen 2019/2020. Het werd gepresenteerd door Toine van Peperstraten en opgenomen op de Jaap Edenbaan, een openluchtijsbaan in Amsterdam. De trainingen vonden plaats op de Vechtsebanen.
In het programma werden twee teams, twaalf mannen en vrouwen, onder leiding van Rintje Ritsma en Marianne Timmer getraind om te kunnen langebaanschaatsen op professionele wijze. Ook andere topschaatsers en deskundigen gaven advies.

## Deelnemers
| Vrouwen - Fidan Ekiz (42), presentatrice - Renée Fokker (58), actrice - Nynke de Jong (34), schrijfster - Kim Lammers (38), ex-hockeyster - Welmoed Sijtsma (29), presentatrice - Ortál Vriend (27), actrice | Mannen - Kees Boot (49), acteur - Wouter van der Goes (46), radio-DJ - Mark Huizinga (46), ex-judoka - Renze Klamer (30), presentator - Enzo Knol (26), Youtuber - Jan Smit (33), zanger en presentator |

## Aflevering 1 (30 november 2019)
De vrouwen en de mannen rijden als eerste een 1500 meter massastart, waarna de teams gekozen worden.
| # | Deelnemer | Tijd    | Achter   |
| - | --------- | ------- | -------- |
| 1 | Kim       | 3.20,29 |          |
| 2 | Ortál     | 3.46,20 | +25,91   |
| 3 | Welmoed   | 3.53,57 | +33,28   |
| 4 | Nynke     | 4.52,20 | +1.31,91 |
| 5 | Renée     | 5.43,44 | +2.23,15 |
| 6 | Fidan     | 7.45,14 | +4.24,85 |

| # | Deelnemer | Tijd    | Achter   |
| - | --------- | ------- | -------- |
| 1 | Enzo      | 2.58,37 |          |
| 2 | Mark      | 3.15,11 | +16,74   |
| 3 | Renze     | 3.23,57 | +25,20   |
| 4 | Jan       | 3.57,18 | +58,81   |
| 5 | Kees      | 4.22,94 | +1.24,57 |
| 6 | Wouter    | 4.48,01 | +1.49,64 |

Rintje Ritsma won de toss en mocht als eerste kiezen.
| Teamcaptain     | Ronde    | Keuze   |
| --------------- | -------- | ------- |
| Rintje Ritsma   | 1e Vrouw | Kim     |
| Marianne Timmer | 1e Vrouw | Ortál   |
| Marianne Timmer | 1e Man   | Enzo    |
| Rintje Ritsma   | 1e Man   | Renze   |
| Rintje Ritsma   | 2e Vrouw | Welmoed |
| Marianne Timmer | 2e Vrouw | Nynke   |
| Marianne Timmer | 2e Man   | Mark    |
| Rintje Ritsma   | 2e Man   | Jan     |
| Rintje Ritsma   | 3e Vrouw | Renée   |
| Marianne Timmer | 3e Vrouw | Fidan   |
| Marianne Timmer | 3e Man   | Kees    |
| Rintje Ritsma   | 3e Man   | Wouter  |

De vrouwen en de mannen die in door de teamcaptains in dezelfde ronde gekozen zijn rijden een 400 meter tegen elkaar. Het winnende team kreeg voor de teamsprint van de volgende aflevering 1 bonificatieseconde.
| Race               | Team Ritsma | Tijd    | Stand | Tijd    | Team Timmer |
| ------------------ | ----------- | ------- | ----- | ------- | ----------- |
| Vrouwen 2e gekozen | Welmoed     | 53,88   | 1–0   | 1.14,86 | Nynke       |
| Mannen 2e gekozen  | Jan         | 54,30   | 1–1   | 45,65   | Mark        |
| Vrouwen 3e gekozen | Renée       | 1.18,94 | 2–1   | 1.54,26 | Fidan       |
| Mannen 1e gekozen  | Renze       | 44,29   | 2–2   | 39,97   | Enzo        |
| Vrouwen 1e gekozen | Kim         | 49,36   | 3–2   | 55,37   | Ortál       |
| Mannen 3e gekozen  | Wouter      | 1.11,17 | 3–3   | 1.09,24 | Kees        |

Team Ritsma wint op basis van snellere totaaltijd.

## Aflevering 2 (7 december 2019)
De mannen en vrouwen van beide teams rijden een teamsprint tegen elkaar. Team Ritsma begint met een seconde aftrek vanwege de weekoverwinning in aflevering 1.
| Race    | Team Ritsma                   | Tijd                    | Tijd                    | Team Timmer                   |
| ------- | ----------------------------- | ----------------------- | ----------------------- | ----------------------------- |
| Vrouwen | (1) Renée (2) Welmoed (3) Kim | 1.12,81 2.01,17 2.43,68 | 1.31,27 2.29,82 3.21,18 | (1) Fidan (2) Nynke (3) Ortál |
| Mannen  | (1) Wouter (2) Jan (3) Renze  | 1.10,03 2.01,99 2.44,91 | 1.10,57 1.48,99 2.25,88 | (1) Kees (2) Mark (3) Enzo    |

Team Ritsma wint op basis van snellere totaaltijd. De schaatsers van Team Timmer moeten een skate-off rijden om in het programma te blijven.
| # | Deelnemer | Tijd    |
| - | --------- | ------- |
| 1 | Enzo      | 48,15   |
| 2 | Mark      | 51,60   |
| 3 | Kees      | 1.22,42 |

| # | Deelnemer | Tijd            |
| - | --------- | --------------- |
| 1 | Ortál     | 1.05,84 1.15,84 |
| 2 | Nynke     | 1.29,18         |
| 3 | Fidan     | 2.18,65         |

Ortál kreeg tien seconden tijdstraf vanwege een foute wissel. Kees Boot (langzaamste man) en Fidan Ekiz (langzaamste vrouw) moeten het spel verlaten.

## Aflevering 3 (14 december 2019)
De twee teams rijden een ploegenachtervolging van drie ronden tegen elkaar. De vier schaatsers van Team Timmer verslaan de zes schaatsers van Team Ritsma. De schaatsers van Team Ritsma moeten een skate-off rijden om in het programma te blijven.
Alle zes de schaatsers van Team Ritsma rijden twee rondjes met vliegende start. De bedoeling is om twee keer zo dicht mogelijk bij de 48 seconden (mannen) of 53 seconden (vrouwen) te zitten. Renée Fokker en Wouter van der Goes zitten ver boven de richttijd en moeten het spel verlaten.

## Aflevering 4 (21 december 2019)
De acht schaatsers worden opgedeeld in vier koppels voor een aflossing. Kim en Renze winnen de aflossing en zijn vrijgesteld voor de skate-off. In de skate-off moeten schaatsers voorkomen door een professional ingehaald te worden. Nynke wordt ingehaald door Antoinette de Jong en ligt uit het spel, Jan wordt ingehaald door Sjinkie Knegt en ligt ook uit het spel.

## Aflevering 5 (28 december 2019)
De zes overgebleven schaatsers beginnen aan de finale, bestaande uit een vierkamp. Deze aflevering rijden ze een 1000 meter en een 100 meter. Enzo Knol is geblesseerd en doet niet mee.

## Aflevering 6 (4 januari 2020)
De vijf overgebleven schaatsers rijden het tweede deel van de finale. Ze rijden een 500 en een 1500 meter. Renze Klamer en Kim Lammers winnen De IJzersterkste.
| #      | Deelnemer     | Team        | 1000m        | 100m         | 500m         | 1500m        |
| ------ | ------------- | ----------- | ------------ | ------------ | ------------ | ------------ |
| Goud   | Renze Klamer  | Team Ritsma | 1.40,16      | 12,80        | 46,68        | 2.28,44      |
| Zilver | Mark Huizinga | Team Timmer | 1.58,36      | 12,72        | 47,95        | 2.28,49      |
| Brons  | Enzo Knol     | Team Timmer | niet gestart | niet gestart | niet gestart | niet gestart |

| #      | Deelnemer       | Team        | 1000m   | 100m  | 500m    | 1500m          |
| ------ | --------------- | ----------- | ------- | ----- | ------- | -------------- |
| Goud   | Kim Lammers     | Team Ritsma | 1.48,95 | 23,74 | 53,24   | 2.44,80        |
| Zilver | Ortál Vriend    | Team Timmer | 2.00,64 | 13,99 | 57,74   | 2.55,56        |
| Brons  | Welmoed Sijtsma | Team Ritsma | 2.03,87 | 14,50 | 1.13,75 | niet geplaatst |